# El ritual de los Musgrave
El ritual de los Musgrave es uno de los 56 relatos cortos sobre Sherlock Holmes escrito por Arthur Conan Doyle. Fue publicado originalmente en The Strand Magazine y posteriormente recogido en la colección Memorias de Sherlock Holmes.

## Argumento
Los Musgrave eran una de las familias más antiguas de Inglaterra, una de cuyas ramas se estableció en Hurlstone, en el oeste de Sussex. Sir Ralph Musgrave fue compañero de fatigas de Carlos II de Inglaterra, y un descendiente suyo elaboró el ritual de la familia, que todos los primogénitos debían jurar al llegar la mayoría de edad.
Sir Reginald Musgrave, al que Sherlock Holmes describe como "compañero de colegio con el que mantenía un trato superficial", contrata al detective para que investigue la desaparición de su mayordomo y de la segunda doncella. El caso es un borrón en el historial de Holmes, ya que cuando resuelve el enigma, íntimamente relacionado con el extraño ritual, ya es demasiado tarde y aunque encuentra la corona que los Estuardo habían encomendado a Sir Ralph Musgrave, la asesina logra huir al extranjero con el amargo recuerdo de su crimen.

## Análisis
El ritual de los Musgrave es el tercer encargo que recibe Holmes recién inaugurada su consulta, y Watson se limita a transcribir la relación que del mismo le hizo el detective años después. Resulta difícil identificar al metódico y racional Holmes con el retrato que de él hace Watson al principio de la narración. El doctor lo describe como "uno de los hombres más desaseados que hayan podido constituir la desesperación de un compañero de habitación". Watson le acusa de guardar sus cigarros en el cubo de carbón, de vivir enterrado entre montañas de papeles desordenados y de entretenerse, para matar el aburrimiento, en adornar las paredes con las iniciales V.R. dibujadas por agujeros de bala.
Conan Doyle, en un guiño al lector, sitúa el primer domicilio de Sherlock Holmes en Londres, en Montague Street, a la vuelta de la esquina del British Museum, curiosamente, en el mismo lugar donde Conan Doyle vivía a su llegada a Londres y donde, como Sherlock Holmes, tuvo que entretener sus abundantes ocios -en el caso de Doyle, escribiendo- a la espera de clientes que nunca acababan de llegar. Por otra parte, el desciframiento del manuscrito recuerda claramente a uno de los modelos de Arthur Conan Doyle, Edgar Allan Poe, más en concreto su relato El escarabajo de oro.